# さつま号 (八代 - 川内線)
さつま号（八代 - 川内線）とは、かつて熊本県八代市から鹿児島県川内市（現在の薩摩川内市）とを結んでいた快速バスである。

## 概要
快速「さつま」号は1966年（昭和41年）5月1日から1975年（昭和50年）まで運行されていた快速バスで、開設当初4往復運行されていた。県外路線にもかかわらず快速の名称が使われ、丸いヘッドマークも作られていた。所要時間は片道3時間10分だった。将来的には、熊本～鹿児島間直通を目指したのであろうが、時間的な問題等もあり、八代市と川内市（現薩摩川内市）をという区間になったと思われる。しかし、国鉄との競合であったため、当初より乗客も少なく、10年足らずで廃止された。

## 運行会社
- 九州産業交通
- 南国交通

## 停車していた停留所
八代産交 - 総合病院 - 中塩屋 - 出町 - 八代駅前 - 日奈久温泉前 - 田浦駅前 - 佐敷 - 湯浦温泉前 - 津奈木役場前 - 旭町 - 水俣駅前 - 百間港 - 袋校下 - 米ノ津駅前 - 出水駅前 - 出水バスセンター - 高尾野駅前 - 阿久根駅前 - 阿久根港入口 - 西方駅前 - 川内バスセンター - 向田 - 川内駅前

## 関連事項
- さつま号 - 鹿児島 - 大阪間を結んでいた夜間高速バス。当路線廃止から15年後において同名の愛称が用いられていたが、2012年9月30日を以て運行休止となり、2013年5月末日を以て廃止された。
- きりしま号 - 熊本 - 鹿児島間を結ぶ高速バス。
- なぎさ号 - 過去に熊本交通センター - 水俣間を結んでいた快速バス。八代駅 - 水俣間が重複していた。